# Phalaenoides lewini
Phalaenoides lewini är en fjärilsart som beskrevs av Jean Baptiste Boisduval 1832. Phalaenoides lewini ingår i släktet Phalaenoides och familjen nattflyn. Inga underarter finns listade i Catalogue of Life.